# 23. travnja
23. travnja (23. 4.) 113. je dan godine po gregorijanskom kalendaru (114. u prijestupnoj godini).
Do kraja godine imaju još 252 dana.

## Događaji
- 1014. – bitka kod Clontarfa, bitka zmeđu snaga irskog velikog kralja Briana Borua i pobunjenika pod leinsterskim kraljem Maelom Mordom mac Murchadom
- 1343. – Izbio tzv. Jurjevski noćni ustanak (est. Jüriöö ülestous), pobuna estonskih seljaka protiv tuđinske vlasti svojih njemačkih feudalnih gospodara.
- 1660. – mirovnim ugovorom iz Olive, Poljska prepustila Švedskoj Livoniju s gradom Rigom. Nakon turbulentne prošlosti, Livonija, koja je u Srednjem vijeku bila moćna neovisna država, danas je podijeljena između Estonije i Letonije.
- 1960. – John Lennon i Paul McCartney nastupaju u Chavershamu na jugu Engleske kao The Nerk Twins na prvom od dva nastupa u pubu čiji je vlasnik Paulov rođak.
- 1982. – Republika Školjke (eng. Conch Republic, špa. República de la Concha), mikronacija koja obuhvaća dio grada Key West, Florida, "proglasila" je nezavisnost od Sjedinjenih Država.
- 2005. – Na YouTubeu postavljen prvi videozapis Me at the zoo.[1]
- 2007. – Otkriven prvi terestrički planet u nastanjivoj zoni, Gliese 581 c.

| - 1787. – Peter Dajnko, slovenski pisac i pčelar († 1873.) - 1804. – Marie Taglioni, švedska balerina († 1884.) - 1823. – Abdul Medžid I., turski sultan († 1861.) - 1858. – Max Planck, njemački fizičar († 1947.) - 1867. – Johannes Andreas Grib Fibiger, danski liječnik, nobelovac († 1928.) - 1880. – Mihail Fokin, ruski koreograf i baletan († 1942.) - 1891. – Sergej Sergejevič Prokofjev, ruski skladatelj i pijanist († 1953.) - 1901. – Edmund Brisco Ford, britanski biolog († 1988.) - 1916. – Ivo Lola Ribar, hrvatski političar - 1936. – Roy Orbison, američki pjevač († 1988.) - 1950. – Đurđica Barlović, hrvatska pjevačica († 1992.) - 1954. – Michael Moore, američki redatelj i producent - 1959. – Đuro Popijač, hrvatski političar - 1972. – Mariana Sadovska, ukrajinska pjevačica - 1981. – Jelena Veljača, hrvatska glumica - 1983. – Daniela Hantuchova, slovačka tenisačica - 1983. – Taio Cruz, britanski pjevač - 1983. – Leon Andreasen, danski nogometni reprezentativac - 1987. – Sammir, hrvatski nogometni reprezentativac - 1988. – Victor Anichebe, nigerijski nogometni reprezentativac | - 1616. – Miguel de Cervantes Saavedra, španjolski pripovjedač i dramatičar (* 1547.) - 1616. – William Shakespeare, engleski književnik (* 1564.) - 1922. – Vlaho Bukovac, hrvatski slikar (* 1855.) - 1958. – Knut Lundmark, švedski astronom (* 1889.) - 1963. – Ivo Horvat, hrvatski botaničar (* 1897.) - 1964. – Karl Polanyi, mađarski i austrijski sociolog (* 1886.) - 1966. – George Ohsawa, japanski filozof i makrobiotičar (* 1893.) - 1977. – Boris Demidovič, bjeloruski matematičar (* 1906.) - 1987. – Balint Vujkov, hrvatski književnik (* 1912.) - 2007. – Boris Jeljcin, ruski političar (* 1931.) - 2009. – Ivo Bagarić, hrvatski teolog, povjesničar, svećenik i redovnik (* 1919.) - 2019. – Jean, veliki vojvoda Luxemburga (* 1921.) |

## Blagdani i spomendani
- Svjetski dan knjige i autorskih prava
- Dan grada Đurđevca
- Dan grada Senja
- Dan grada Visa
- Dan sv. Jurja
- Dan sv. Adalberta Vojtjeha Praškog
- Dan službenice Božje Terezije Marije od Križa
- Dan blaženog Egidija Asiškog

## Imendani
- Juraj
- Đuro
- Jure
- Jurica

1. ↑  Objavljen prvi video na YouTubeu Pristupljeno 23. travnja 2025.